# Dialekt zachodniobułgarski

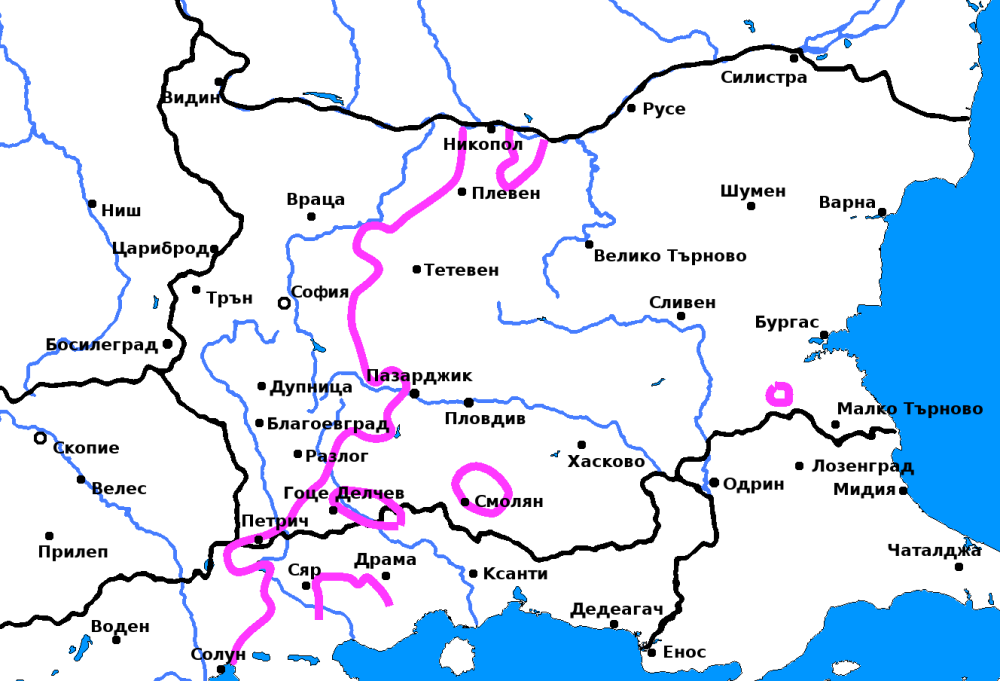
Granica jacia: na zachód od tej linii panuje wymowa typu beł, a na wschód – typu bjał

Dialekt zachodniobułgarski (bułg. западни български говори) – nazwa gwar bułgarskich położonych na zachód od tzw. granicy jacia (bułg. ятова граница), używanych przede wszystkim w północno-zachodniej Bułgarii, a także w przygranicznej części Serbii. 
Obszar gwar zachodniobułgarskich jest od północy ograniczony Dunajem, na zachodzie i południu styka się on odpowiednio z gwarami torlackimi i wschodniomacedońskimi, w które przechodzi płynnie, bez łatwych do wytyczenia granic.

## Cechy językowe
Dialekt zachodniobułgarski charakteryzuje się następującymi cechami fonetycznymi:
- rozwój prasłowiańskiego *ě (jać) w e, np. snek, mléko, tésen < psł. *sněgъ, *melko, *těsьnъ. Z wyjątkiem północno-zachodniej Bułgarii i dialektów przejściowych, ślady szerokiej wymowy ślady szerokiej wymowy spotyka się tylko po stwardniałym c, z właściwy rozciągającą się na wschodnią Macedonię Północną), np. cał, caná, cádim < psł. *cělъ, *cěna, *cěditi,[2][1]
- proto-słowiańskie *tj / *kt i *ďj generalnie dają wspólne bułgarskie (i starobułgarskie) št i żd (np. svéšt, nošt, préžda); z wyjątkiem dialektów Trynu i Bełogradczik, gdzie rozwinęły się w č i dž (np. sfeč, noč, prédža), przejściowy do wspólnego serbskiego ć i đ; iewielka część dialektu Samokow gdzie podają šč i ždž oraz pas wzdłuż granicy z Macedonią Północną na zachód od Kiustendił, gdzie obraz jest mieszany, z št i żd używanymi w niektórych wioskach, ḱ, ǵ w innych i č, dž na trzecim.[3][4][5]
- słabe nasilenie redukcji samogłosek wywołanej akcentem, silnej w gwarach wschodniobułgarskich,[6]
- wtórna miękkość spółgłosek wywołana jotowaniem, np. trъ́n’e, cvék’e, brák’a, grózg’e < psł. *trьnьje, *cvětьje, *bratьja, *grozdьje,[6]
- brak spotykanego w gwarach wschodniobułgarskich zmiękczenia spółgłosek przed samogłoskami przednimi, a także zachowania miękkości w wygłosie[4].
- z reguły brak redukcji samogłosek, z wyjątkiem południa i północnego wschodu (co ciekawe, Dialekty torlackie zwykle mają redukcję samogłosek),[7]
- akcent wyrazowy jest dynamiczny, jak w standardowym bułgarskim i starobułgarskim i może padać na dowolną sylabę słowa wielosylabowego. Jego pozycja może się różnić w zależności od przegięcia i wyprowadzenia.

Charakterystycznymi cechami morfologii gwar zachodniobułgarskich są:
- partykuła futuralna šte  / še  na wschodzie, če na zachodzie i ḱe na południu, przy czym ten ostatni zastąpił oryginalne šte / še.[8][4]
- rodzajnik męski mogący mieć postać -ъ na północy (mъżъ), -ъt wzdłuż granicy z Serbią (mъżъt), -a i -at na wschodzie (maża / mażat), ale najczęściej jest to -o (mъżo / mażo), jak w północno-wschodniej Bułgarii.[9] Przy tym wyjątkowo w gwarze Trynu spotyka się trojaki rodzajnik: -ъt, -ta, -to; -ъn, -na, -no (na określenie przedmiotów dalekich) i -ъv, -va, -vo (na określenie przedmiotów bliskich),[10][4]
- zakończenie -i dla rzeczowników rodzaju żeńskiego w liczby mnogiej, jak w standardowym bułgarskim, np. (że'ni, ko'li, bъlhi), z wyjątkiem części dialektów przejściowych, w których jest to e (że'ne), jak w standardowym serbskim,[11]
- zakończenie -ъt (na północy) i -at (na południu) dla trzeciej osoby liczby mnogiej, czas teraźniejszy, czasowniki kończące się na "ѫтъ" w języku starobułgarskim, zwykle -ъt lub -at, w zależności od odruchu ѫ, np. pletъt / perъt i pletat / perat (jak w standardowym bułgarskim) z wyjątkiem obszaru na zachód od Sofii i doliny Razlog, gdzie gubi się t, tj. pleta / pera i większość dialektów przejściowych, gdzie zakończenie to u: pletu / peru (jak w standardowym serbskim),[12]
- podobny obraz dla trzeciej osoby liczby mnogiej, czas teraźniejszy, czasowniki kończące się na "ѧтъ" w języku starobułgarskim, zwykle - ъt lub - at, przedstawiający typowo bułgarskie połączenie wielkiego i małego jus, np. gor(j)ъt / gor(j)at/ gorat. Wyjątki obejmują obszar na zachód od Sofii, który traci t, tj. -gor'a, dolinę Razlog, która ma -et lub -e (bez mieszania juses, tj. go'r(j)et lub go'r(j)e) i większość dialektów przejściowych, gdzie zakończeniem jest -u (tj. goru). Wskazuje to ponownie na mieszanie juse i różni się od standardowego serbskiego, gdzie zakończeniem jest -e (-gore),[13]
- zakończenie -ha lub -hъ (w zależności od odruchu wielkiego jus -"ѫ", zakończenie starobułgarskie -"śe") dla trzeciej osoby liczby mnogiej Aorystu w prawie całym regionie: vidjahъ / vidjaha / videha lub braha / braha, jak w całej Bułgarii, z wyjątkiem dialektów Trynu i Bełogradczik (ale nie Bosilegrad i Breznik dialektów), gdzie zakończeniem jest -śe jak w języku starobułgarskim i standardowym języku serbskim (videśe),[14]
- zakończenie -ha lub -hъ (w zależności od odruchu wielkiego jus -"ѫ", zakończenie starobułgarskie -"hѫ") dla trzeciej osoby liczby mnogiej Imperfektu w większości regionu, np. bodjahъ / bodjaha / bodeha, z odruchami -e (bodee), -u (bodeu), -śeu (bodeśeu), -śea (bodeśea), -śee (bodeśee) i -śe (bodeśe) na małych obszarach w najbardziej wysuniętej na zachód części regionu. Standardowe serbskie zakończenie tutaj to -hu.[15]

Przy tym istnieje wiele cech fonetycznych różnicujących gwary, są to w szczególności:
- rozwój prasłowiańskiego wielkiego jus *ǫ ("ѫ"), który na północy dawał -ъ (rъka), w dialektach południowych -a (raka), który rozciąga się na większość Macedonii Północnej i jest odruchem standardowego języka macedońskiego (jednak najczęstszym odruchem w Macedonii geograficznej jest ponownie -ъ) i w dialektach przejściowych dawał typowo torlackie u  (ruka).[16][6]
- grupa čr- w gwarach pasa przejściowego, na zachód od Sofii i w okolicach Kiustendiłu i Dupnicu dała cr-, np. crévo, cъrvá, crъn, zaś w pozostałej części obszaru dała čer- lub čъr-, np. čer, čirvó < psł. *črьnъ, *červo[4].